# Manta Ray
"Manta Ray" é uma canção de 2015 interpretada por Anohni e composta por Anohni e J. Ralph para a trilha sonora do filme-documentário Racing Extinction, dirigido por Louie Psihoyos. Foi indicada ao Oscar de melhor canção original na edição de 2016.

## Prêmios e indicações
| Prêmio | Data da cerimônia       | Categoria                       | Resultado | Ref.  |
| ------ | ----------------------- | ------------------------------- | --------- | ----- |
| Oscar  | 28 de fevereiro de 2016 | Oscar de melhor canção original | Indicado  | [ 3 ] |